# ATP Tour Masters 1000
Los ATP Masters 1000 son una serie de nueve torneos oficiales de tenis masculino que forman parte del ATP Tour, organizados anualmente por la Asociación de Tenistas Profesionales (ATP), que se celebran en Europa, Norteamérica y Asia. Son los torneos más importantes después de los Grand Slam, siendo para los jugadores del circuito profesional la serie que incluye los torneos más prestigiosos del tenis masculino. En la Asociación Femenina de Tenis (WTA) estos torneos son conocidos como WTA 1000.
Los resultados obtenidos en los torneos del circuito ATP Masters 1000 otorgan a los jugadores más puntos para el ranking mundial (1000 puntos para el ganador) que otros torneos regulares, aunque no tantos como los torneos de Grand Slam o el ATP World Tour Finals que se disputa al final de la temporada (2000 y hasta 1500 puntos respectivamente). Además los 8 mejores tenistas del ranking disputan el ATP World Tour Finals cada temporada, contabilizando todos los puntos conseguidos en los 4 Grand Slam, en 8 de los 9 ATP Masters 1000 (excluido Montecarlo) y los 5 mejores resultados del resto de torneos.

## Historia
La serie tuvo su origen cuando la ATP tomó el mando en la organización de los torneos del circuito masculino de tenis en el año 1990, reuniendo los nueve torneos más prestigiosos del Grand Prix Championship Tour Series, que se había realizado entre 1970 y 1989.
Los eventos fueron originalmente conocidos como Championship Series Single Week. En 1993 la serie pasó a llamarse ATP Super 9. En el año 2000 el nombre fue cambiado nuevamente a ATP Tennis Masters Series (TMS) y luego a ATP Masters Series en 2004. En 2009 se denominaron ATP World Tour Masters 1000, para en el año 2019 pasar a conocerse definitivamente como ATP Masters 1000.

### Cambios en 2009
Para la temporada 2009 se produjeron cambios importantes. El ATP Masters Series fue renombrado como ATP World Tour Masters 1000, con la adición del número 1000 que se refiere al número de puntos en el ranking obtenido por el ganador de cada torneo.
Se propuso la reducción de la serie a ocho torneos, aunque al final se mantuvo en nueve. Esto provocó que el Masters de Montecarlo dejara de ser de participación obligatoria. El Masters de Hamburgo fue rebajado a categoría ATP 500. El Masters de Madrid se trasladó a mayo y sobre pistas de tierra batida. Un nuevo torneo en Shanghái sustituyó al Masters de Hamburgo, que se disputa en octubre reemplazando la fecha de Madrid. En 2012 seis de los nueve torneos se combinaron con los torneos WTA.

## Distribución de puntos
Al finalizar el torneo se reparten una serie de puntos entre los jugadores en función de la ronda que hayan alcanzado, tal y como se muestra en la siguiente tabla:
| Categoría            | G    | F   | SF  | CF  | R16 | R32 | R64 | R128 | C  | C2 | C1 |
| Individual masculino | 1000 | 650 | 400 | 200 | 100 | 50  | 30  | 10   | 20 | 16 | 0  |
| Dobles masculino     | 1000 | 600 | 360 | 180 | 90  | 0   | 0   |      |    |    |    |

## Calendario
Las sedes donde se celebran los torneos de la serie Tour Masters 1000 suelen ser fijas, aunque en los últimos tiempos hubo algunos cambios. Los nueve torneos, ordenados cronológicamente de acuerdo a su distribución durante el año, son:
| Torneo       | Nombre oficial              | Sede                            | Superficie    | Sitio web oficial            | Máximos ganadores                    |
| ------------ | --------------------------- | ------------------------------- | ------------- | ---------------------------- | ------------------------------------ |
| Indian Wells | BNP Paribas Open            | Indian Wells, Estados Unidos    | Dura          | bnpparibasopen.com           | Roger Federer (5) Novak Djokovic (5) |
| Miami        | Miami Open by Itaú          | Miami, Estados Unidos           | Dura          | miamiopen.com                | Andre Agassi (6) Novak Djokovic (6)  |
| Montecarlo   | Rolex Monte-Carlo Masters   | Roquebrune-Cap-Martin, Francia* | Tierra batida | montecarlotennismasters.com  | Rafael Nadal (11)                    |
| Madrid       | Mutua Madrid Open           | Madrid, España                  | Tierra batida | mutuamadridopen.com          | Rafael Nadal (5)                     |
| Roma         | Internazionali BNL d'Italia | Roma, Italia                    | Tierra batida | internazionalibnlditalia.com | Rafael Nadal (10)                    |
| Canadá       | National Bank Open          | Montreal / Toronto, Canadá      | Dura          | nationalbankopen.com         | Ivan Lendl (6)                       |
| Cincinnati   | Western & Southern Open     | Cincinnati, Estados Unidos      | Dura          | wsopen.com                   | Roger Federer (7)                    |
| Shanghái     | Rolex Shanghai Masters      | Shanghái, China                 | Dura          | rolexshanghaimasters.com     | Novak Djokovic (4)                   |
| París        | Rolex Paris Masters         | París, Francia                  | Dura (i)      | rolexparismasters.com        | Novak Djokovic (7)                   |

### Torneos extintos
| Torneo   | Periodo     | Sede               | Superficie    | Máximos ganadores |
| -------- | ----------- | ------------------ | ------------- | ----------------- |
| Hamburgo | 1990 - 2008 | Hamburgo, Alemania | Tierra batida | Roger Federer (4) |

### Torneos con cambio de sede
| Torneo    | Periodo     | Sede                | Superficie | Cambio de sede |
| --------- | ----------- | ------------------- | ---------- | -------------- |
| Estocolmo | 1990 - 1994 | Estocolmo, Suecia   | Moqueta    | Essen          |
| Essen     | 1995        | Essen, Alemania     | Moqueta    | Stuttgart      |
| Stuttgart | 1996 - 2001 | Stuttgart, Alemania | Moqueta    | Madrid         |

*Aunque se considera que el Masters de Montecarlo tiene lugar en Montecarlo (Mónaco), en realidad se celebra en Roquebrune-Cap-Martin, una comuna francesa junto a Mónaco.
Notas:
- A la finalización de los nueve torneos Masters 1000 se celebran las ATP World Tour Finals, que disputarán los ocho jugadores que más puntos hayan sumado durante toda la temporada. El escenario de este torneo de cierre de temporada cambia año a año. Por ejemplo, en 2003 y 2004 se disputó en Houston (Estados Unidos), entre 2005 y 2008 fue en Shanghái (China), entre 2009 y 2020 fue en el O2 Arena de Londres (Reino Unido), mientras que a partir del 2021 se realiza en el Palasport Olimpico de Turín (Italia).

## Palmarés

### 1990
| Torneo       | Campeón          | Subcampeón       | Resultado          |
| ------------ | ---------------- | ---------------- | ------------------ |
| Indian Wells | Stefan Edberg    | Andre Agassi     | 6–4, 5–7, 7–6, 7–6 |
| Miami        | Andre Agassi     | Stefan Edberg    | 6–1, 6–4, 0–6, 6–2 |
| Montecarlo   | Andréi Chesnokov | Thomas Muster    | 7-5, 6-3, 6-3      |
| Hamburgo     | Juan Aguilera    | Boris Becker     | 6-1, 6-0, 7-6      |
| Roma         | Thomas Muster    | Andréi Chesnokov | 6-1, 6-3, 6-1      |
| Toronto      | Michael Chang    | Jay Berger       | 4-6, 6-3, 7-6      |
| Cincinnati   | Stefan Edberg    | Brad Gilbert     | 6-1, 6-1           |
| Estocolmo    | Boris Becker     | Stefan Edberg    | 6-4, 6-0, 6-3      |
| París        | Stefan Edberg    | Boris Becker     | 3-3, ret.          |

### 1991
| Torneo       | Campeón                | Subcampeón        | Resultado                  |
| ------------ | ---------------------- | ----------------- | -------------------------- |
| Indian Wells | Jim Courier            | Guy Forget        | 4-6, 6-3, 4-6, 6-3, 7-6(4) |
| Miami        | Jim Courier            | David Wheaton     | 4-6, 6-3, 6-4              |
| Montecarlo   | Sergi Bruguera         | Boris Becker      | 5-7, 6-4, 7-6(6), 7-6(4)   |
| Hamburgo     | Karel Novacek          | Magnus Gustafsson | 6-3, 6-3, 5-7, 0-6, 6-1    |
| Roma         | Emilio Sánchez Vicario | Alberto Mancini   | 6-3, 6-1, 3-0, ret.        |
| Montreal     | Andréi Chesnokov       | Petr Korda        | 3-6, 6-4, 6-3              |
| Cincinnati   | Guy Forget             | Pete Sampras      | 2-6, 7-6(4), 6-4           |
| Estocolmo    | Boris Becker           | Stefan Edberg     | 3-6, 6-4, 1-6, 6-2, 6-2    |
| París        | Guy Forget             | Pete Sampras      | 7-6(9), 4-6, 5-7, 6-4, 6-4 |

### 1992
| Torneo       | Campeón          | Subcampeón       | Resultado                |
| ------------ | ---------------- | ---------------- | ------------------------ |
| Indian Wells | Michael Chang    | Andréi Chesnokov | 6-3, 6-4, 7-5            |
| Miami        | Michael Chang    | Alberto Mancini  | 7-5, 7-5                 |
| Montecarlo   | Thomas Muster    | Aaron Krickstein | 6-3, 6-1, 6-3            |
| Hamburgo     | Stefan Edberg    | Michael Stich    | 5-7, 6-4, 6-1            |
| Roma         | Jim Courier      | Carlos Costa     | 7-6(3), 6-0, 6-4         |
| Toronto      | Andre Agassi     | Ivan Lendl       | 3-6, 6-2, 6-0            |
| Cincinnati   | Pete Sampras     | Ivan Lendl       | 6-3, 3-6, 6-3            |
| Estocolmo    | Goran Ivanišević | Guy Forget       | 7-6(2), 4-6, 7-6(5), 6-2 |
| París        | Boris Becker     | Guy Forget       | 7-6(3), 6-3, 3-6, 6-3    |

### 1993
| Torneo       | Campeón          | Subcampeón         | Resultado                |
| ------------ | ---------------- | ------------------ | ------------------------ |
| Indian Wells | Jim Courier      | Wayne Ferreira     | 6-3, 6-3, 6-1            |
| Miami        | Pete Sampras     | MaliVai Washington | 6-3, 6-2                 |
| Montecarlo   | Sergi Bruguera   | Cédric Pioline     | 7-6(2), 6-0              |
| Hamburgo     | Michael Stich    | Andréi Chesnokov   | 6-3, 6-7(1), 7-6(7), 6-4 |
| Roma         | Jim Courier      | Goran Ivanišević   | 6-1, 6-2, 6-2            |
| Montreal     | Mikael Pernfors  | Todd Martin        | 2-6, 6-2, 7-5            |
| Cincinnati   | Michael Chang    | Stefan Edberg      | 7-5, 0-6, 6-4            |
| Estocolmo    | Michael Stich    | Goran Ivanišević   | 4-6, 7-6(6), 7-6(3), 6-2 |
| París        | Goran Ivanišević | Andrei Medvedev    | 6-4, 6-2, 7-6(2)         |

### 1994
| Torneo       | Campeón         | Subcampeón         | Resultado               |
| ------------ | --------------- | ------------------ | ----------------------- |
| Indian Wells | Pete Sampras    | Petr Korda         | 4-6, 6-3, 3-6, 6-3, 6-2 |
| Miami        | Pete Sampras    | Andre Agassi       | 5-7, 6-3, 6-3           |
| Montecarlo   | Andrei Medvedev | Sergi Bruguera     | 7-5, 6-1, 6-3           |
| Hamburgo     | Andrei Medvedev | Yevgeny Kafelnikov | 6-4, 6-4, 3-6, 6-3      |
| Roma         | Pete Sampras    | Boris Becker       | 6-1, 6-2, 6-2           |
| Toronto      | Andre Agassi    | Jason Stoltenberg  | 6-4, 6-4                |
| Cincinnati   | Michael Chang   | Stefan Edberg      | 6-2, 7-5                |
| Estocolmo    | Boris Becker    | Goran Ivanišević   | 4-6, 6-4, 6-3, 7-6(4)   |
| París        | Andre Agassi    | Marc Rosset        | 6-3, 6-3, 4-6, 7-5      |

### 1995
| Torneo       | Campeón         | Subcampeón         | Resultado                  |
| ------------ | --------------- | ------------------ | -------------------------- |
| Indian Wells | Pete Sampras    | Andre Agassi       | 7-5, 6-3, 7-5              |
| Miami        | Andre Agassi    | Pete Sampras       | 3-6, 6-2, 7-6(3)           |
| Montecarlo   | Thomas Muster   | Boris Becker       | 4-6, 5-7, 6-1, 7-6(6), 6-0 |
| Hamburgo     | Andrei Medvedev | Goran Ivanišević   | 6-3, 6-2, 6-1              |
| Roma         | Thomas Muster   | Sergi Bruguera     | 3-6, 7-6(5), 6-2, 6-3      |
| Montreal     | Andre Agassi    | Pete Sampras       | 3-6, 6-2, 6-3              |
| Cincinnati   | Andre Agassi    | Michael Chang      | 7-5, 6-2                   |
| Essen        | Thomas Muster   | MaliVai Washington | 7-6(6), 2-6, 6-3, 6-4      |
| París        | Pete Sampras    | Boris Becker       | 7-6(5), 6-4, 6-4           |

### 1996
| Torneo        | Campeón           | Subcampeón         | Resultado               |
| ------------- | ----------------- | ------------------ | ----------------------- |
| Indian Wells  | Michael Chang     | Paul Haarhuis      | 7-5, 6-1, 6-1           |
| Miami         | Andre Agassi      | Goran Ivanišević   | 3-0, ret.               |
| Montecarlo    | Thomas Muster     | Albert Costa       | 6-3, 5-7, 4-6, 6-3, 6-2 |
| Hamburgo      | Roberto Carretero | Àlex Corretja      | 2-6, 6-4, 6-4, 6-4      |
| Roma          | Thomas Muster     | Richard Krajicek   | 6-2, 6-4, 3-6, 6-3      |
| Cincinnati    | Andre Agassi      | Michael Chang      | 7-6(4), 6-4             |
| Toronto       | Wayne Ferreira    | Todd Woodbridge    | 6-2, 6-4                |
| Stuttgart (i) | Boris Becker      | Pete Sampras       | 3-6, 6-3, 3-6, 6-3, 6-4 |
| París         | Thomas Enqvist    | Yevgeny Kafelnikov | 6-2, 6-4, 7-5           |

### 1997
| Torneo        | Campeón         | Subcampeón       | Resultado          |
| ------------- | --------------- | ---------------- | ------------------ |
| Indian Wells  | Michael Chang   | Bohdan Ulihrach  | 4-6, 6-3, 6-4, 6-3 |
| Miami         | Thomas Muster   | Sergi Bruguera   | 7-6(6), 6-3, 6-1   |
| Montecarlo    | Marcelo Ríos    | Àlex Corretja    | 6-4, 6-3, 6-3      |
| Hamburgo      | Andrei Medvedev | Félix Mantilla   | 6-0, 6-4, 6-2      |
| Roma          | Àlex Corretja   | Marcelo Ríos     | 7-5, 7-5, 6-3      |
| Montreal      | Chris Woodruff  | Gustavo Kuerten  | 7-5, 4-6, 6-3      |
| Cincinnati    | Pete Sampras    | Thomas Muster    | 6-3, 6-4           |
| Stuttgart (i) | Petr Korda      | Richard Krajicek | 7-6(6), 6-2, 6-4   |
| París         | Pete Sampras    | Jonas Björkman   | 6-3, 4-6, 6-3, 6-1 |

### 1998
| Torneo        | Campeón          | Subcampeón         | Resultado                 |
| ------------- | ---------------- | ------------------ | ------------------------- |
| Indian Wells  | Marcelo Ríos     | Greg Rusedski      | 6-3, 6-7(15), 7-6(4), 6-4 |
| Miami         | Marcelo Ríos     | Andre Agassi       | 7-5, 6-3, 6-4             |
| Montecarlo    | Carlos Moyá      | Cédric Pioline     | 6-3, 6-0, 7-5             |
| Hamburgo      | Albert Costa     | Àlex Corretja      | 6-2, 6-0, 1-0, ret.       |
| Roma          | Marcelo Ríos     | Albert Costa       | ret.                      |
| Toronto       | Patrick Rafter   | Richard Krajicek   | 7-6(3), 6-4               |
| Cincinnati    | Patrick Rafter   | Pete Sampras       | 1-6, 7-6(2), 6-4          |
| Stuttgart (i) | Richard Krajicek | Yevgeny Kafelnikov | 6-4, 6-3, 6-3             |
| París         | Greg Rusedski    | Pete Sampras       | 6-4, 7-6(4), 6-3          |

### 1999
| Torneo        | Campeón            | Subcampeón         | Resultado                     |
| ------------- | ------------------ | ------------------ | ----------------------------- |
| Indian Wells  | Mark Philippoussis | Carlos Moyá        | 5-7, 6-4, 6-4, 4-6, 6-2       |
| Miami         | Richard Krajicek   | Sébastien Grosjean | 4-6, 6-1, 6-2, 7-5            |
| Montecarlo    | Gustavo Kuerten    | Marcelo Ríos       | 6-4, 2-1, ret.                |
| Hamburgo      | Marcelo Ríos       | Mariano Zabaleta   | 6-7(5), 7-5, 5-7, 7-6(5), 6-2 |
| Roma          | Gustavo Kuerten    | Patrick Rafter     | 6-4, 7-5, 7-6(6)              |
| Montreal      | Thomas Johansson   | Yevgeny Kafelnikov | 1-6, 6-3, 6-3                 |
| Cincinnati    | Pete Sampras       | Patrick Rafter     | 7-6(7), 6-3                   |
| Stuttgart (i) | Thomas Enqvist     | Richard Krajicek   | 6-1, 6-4, 5-7, 7-5            |
| París         | Andre Agassi       | Marat Safin        | 7-6(1), 6-2, 4-6, 6-4         |

### 2000
| Torneo        | Campeón         | Subcampeón         | Resultado                        |
| ------------- | --------------- | ------------------ | -------------------------------- |
| Indian Wells  | Àlex Corretja   | Thomas Enqvist     | 6-4, 6-4, 6-3                    |
| Miami         | Pete Sampras    | Gustavo Kuerten    | 6-1, 6-7(2), 7-6(5), 7-6(8)      |
| Montecarlo    | Cédric Pioline  | Dominik Hrbaty     | 6-3, 7-6(3), 7-6(6)              |
| Roma          | Magnus Norman   | Gustavo Kuerten    | 6-3, 4-6, 6-4, 6-4               |
| Hamburgo      | Gustavo Kuerten | Marat Safin        | 6-4, 5-7, 6-4, 5-7, 7-6(3)       |
| Toronto       | Marat Safin     | Harel Levy         | 6-2, 6-3                         |
| Cincinnati    | Thomas Enqvist  | Tim Henman         | 7-6(5), 6-4                      |
| Stuttgart (i) | Wayne Ferreira  | Lleyton Hewitt     | 7-6(6), 3-6, 6-7(5), 7-6(2), 6-2 |
| París         | Marat Safin     | Mark Philippoussis | 3-6, 7-6(7), 6-4, 3-6, 7-6(8)    |

### 2001
| Torneo        | Campeón             | Subcampeón          | Resultado                  |
| ------------- | ------------------- | ------------------- | -------------------------- |
| Indian Wells  | Andre Agassi        | Pete Sampras        | 7-6(5), 7-5, 6-1           |
| Miami         | Andre Agassi        | Jan-Michael Gambill | 7-6(4), 6-1, 6-0           |
| Montecarlo    | Gustavo Kuerten     | Hicham Arazi        | 6-3, 6-2, 6-4              |
| Roma          | Juan Carlos Ferrero | Gustavo Kuerten     | 3-6, 6-1, 2-6, 6-4, 6-2    |
| Hamburgo      | Albert Portas       | Juan Carlos Ferrero | 4-6, 6-2, 0-6, 7-6(5), 7-5 |
| Montreal      | Andrei Pavel        | Patrick Rafter      | 7-6(3), 2-6, 6-3           |
| Cincinnati    | Gustavo Kuerten     | Patrick Rafter      | 6-1, 6-3                   |
| Stuttgart (i) | Tommy Haas          | Max Mirnyi          | 6-2, 6-2, 6-2              |
| París         | Sebastien Grosjean  | Yevgeny Kafelnikov  | 7-6(3), 6-1, 6-7(5), 6-4   |

### 2002
| Torneo       | Campeón             | Subcampeón     | Resultado          |
| ------------ | ------------------- | -------------- | ------------------ |
| Indian Wells | Lleyton Hewitt      | Tim Henman     | 6-1, 6-2           |
| Miami        | Andre Agassi        | Roger Federer  | 6-3, 6-3, 3-6, 6-4 |
| Montecarlo   | Juan Carlos Ferrero | Carlos Moyá    | 7-5, 6-3, 6-4      |
| Roma         | Andre Agassi        | Tommy Haas     | 6-3, 6-3, 6-0      |
| Hamburgo     | Roger Federer       | Marat Safin    | 6-1, 6-3, 6-4      |
| Toronto      | Guillermo Cañas     | Andy Roddick   | 6-4, 7-5           |
| Cincinnati   | Carlos Moyá         | Lleyton Hewitt | 7-5, 7-6(5)        |
| Madrid       | Andre Agassi        | Jiri Novak     | ret.               |
| París        | Marat Safin         | Lleyton Hewitt | 7-6(4), 6-0, 6-4   |

### 2003
| Torneo       | Campeón             | Subcampeón       | Resultado           |
| ------------ | ------------------- | ---------------- | ------------------- |
| Indian Wells | Lleyton Hewitt      | Gustavo Kuerten  | 6-1, 6-1            |
| Miami        | Andre Agassi        | Carlos Moyá      | 6-3, 6-3            |
| Montecarlo   | Juan Carlos Ferrero | Guillermo Coria  | 6-2, 6-2            |
| Roma         | Félix Mantilla      | Roger Federer    | 7-5, 6-2, 7-6       |
| Hamburgo     | Guillermo Coria     | Agustín Calleri  | 6-3, 6-4, 6-4       |
| Montreal     | Andy Roddick        | David Nalbandián | 6-1, 6-3            |
| Cincinnati   | Andy Roddick        | Mardy Fish       | 4-6, 7-6(3), 7-6(4) |
| Madrid       | Juan Carlos Ferrero | Nicolás Massú    | 6-3, 6-4, 6-3       |
| París        | Tim Henman          | Andrei Pavel     | 6-2, 7-6(6), 7-6(2) |

### 2004
| Torneo       | Campeón         | Subcampeón        | Resultado              |
| ------------ | --------------- | ----------------- | ---------------------- |
| Indian Wells | Roger Federer   | Tim Henman        | 6-3, 6-3               |
| Miami        | Andy Roddick    | Guillermo Coria   | 6-7(2), 6-3, 6-1, ret. |
| Montecarlo   | Guillermo Coria | Rainer Schuettler | 6-2, 6-1, 6-3          |
| Roma         | Carlos Moyá     | David Nalbandián  | 6-3, 6-3, 6-1          |
| Hamburgo     | Roger Federer   | Guillermo Coria   | 4-6, 6-4, 6-2, 6-3     |
| Toronto      | Roger Federer   | Andy Roddick      | 7-5, 6-3               |
| Cincinnati   | Andre Agassi    | Lleyton Hewitt    | 6-3, 3-6, 6-2          |
| Madrid       | Marat Safin     | David Nalbandián  | 6-2, 6-4, 6-3          |
| París        | Marat Safin     | Radek Štěpánek    | 6-3, 7-6(5), 6-3       |

### 2005
| Torneo       | Campeón       | Subcampeón      | Resultado                     |
| ------------ | ------------- | --------------- | ----------------------------- |
| Indian Wells | Roger Federer | Lleyton Hewitt  | 6-2, 6-4, 6-4                 |
| Miami        | Roger Federer | Rafael Nadal    | 2-6, 6-7(4), 7-6(5), 6-3, 6-1 |
| Montecarlo   | Rafael Nadal  | Guillermo Coria | 6-3, 6-1, 0-6, 7-5            |
| Roma         | Rafael Nadal  | Guillermo Coria | 6-4, 3-6, 6-3, 4-6, 7-6(6)    |
| Hamburgo     | Roger Federer | Richard Gasquet | 6-3, 7-5, 7-6(4)              |
| Montreal     | Rafael Nadal  | Andre Agassi    | 6-3, 4-6, 6-2                 |
| Cincinnati   | Roger Federer | Andy Roddick    | 6-3, 7-5                      |
| Madrid       | Rafael Nadal  | Ivan Ljubičić   | 3-6, 2-6, 6-3, 6-4, 7-6(3)    |
| París        | Tomáš Berdych | Ivan Ljubičić   | 6-3, 6-4, 3-6, 4-6, 6-4       |

### 2006
| Torneo       | Campeón           | Subcampeón          | Resultado                        |
| ------------ | ----------------- | ------------------- | -------------------------------- |
| Indian Wells | Roger Federer     | James Blake         | 7-5, 6-3, 6-0                    |
| Miami        | Roger Federer     | Ivan Ljubičić       | 7-6(5), 7-6(4), 7-6(6)           |
| Montecarlo   | Rafael Nadal      | Roger Federer       | 6-2, 6-7(2), 6-3, 7-6(5)         |
| Roma         | Rafael Nadal      | Roger Federer       | 6-7(0), 7-6(5), 6-4, 2-6, 7-6(5) |
| Hamburgo     | Tommy Robredo     | Radek Štěpánek      | 6-1, 6-3, 6-3                    |
| Toronto      | Roger Federer     | Richard Gasquet     | 2-6, 6-3, 6-2                    |
| Cincinnati   | Andy Roddick      | Juan Carlos Ferrero | 6-3, 6-4                         |
| Madrid       | Roger Federer     | Fernando González   | 7-5, 6-1, 6-0                    |
| París        | Nikolay Davydenko | Dominik Hrbaty      | 6-1, 6-2, 6-2                    |

### 2007
| Torneo       | Campeón          | Subcampeón        | Resultado           |
| ------------ | ---------------- | ----------------- | ------------------- |
| Indian Wells | Rafael Nadal     | Novak Djokovic    | 6-2, 7-5            |
| Miami        | Novak Djokovic   | Guillermo Cañas   | 6-3, 6-2, 6-4       |
| Montecarlo   | Rafael Nadal     | Roger Federer     | 6-4, 6-4            |
| Roma         | Rafael Nadal     | Fernando González | 6-2, 6-2            |
| Hamburgo     | Roger Federer    | Rafael Nadal      | 2-6, 6-2, 6-0       |
| Montreal     | Novak Djokovic   | Roger Federer     | 7-6(2), 2-6, 7-6(2) |
| Cincinnati   | Roger Federer    | James Blake       | 6-1, 6-4            |
| Madrid       | David Nalbandián | Roger Federer     | 1-6, 6-3, 6-3       |
| París        | David Nalbandián | Rafael Nadal      | 6-4, 6-0            |

### 2008
| Torneo       | Campeón            | Subcampeón         | Resultado        |
| ------------ | ------------------ | ------------------ | ---------------- |
| Indian Wells | Novak Djokovic     | Mardy Fish         | 6-2, 5-7, 6-3    |
| Miami        | Nikolay Davydenko  | Rafael Nadal       | 6-4, 6-2         |
| Montecarlo   | Rafael Nadal       | Roger Federer      | 7-5, 7-5         |
| Roma         | Novak Djokovic     | Stanislas Wawrinka | 4-6, 6-3, 6-3    |
| Hamburgo     | Rafael Nadal       | Roger Federer      | 7-5, 6-7(3), 6-3 |
| Toronto      | Rafael Nadal       | Nicolas Kiefer     | 6-3, 6-2         |
| Cincinnati   | Andy Murray        | Novak Djokovic     | 7-6(4), 7-6(5)   |
| Madrid       | Andy Murray        | Gilles Simon       | 6-4, 7-6(6)      |
| París        | Jo-Wilfried Tsonga | David Nalbandián   | 6-3, 4-6, 6-4    |

### 2009
| Torneo       | Campeón           | Subcampeón            | Resultado           |
| ------------ | ----------------- | --------------------- | ------------------- |
| Indian Wells | Rafael Nadal      | Andy Murray           | 6-1, 6-2            |
| Miami        | 'Andy Murray'     | Novak Djokovic        | 6-2, 7-5            |
| Montecarlo   | Rafael Nadal      | Novak Djokovic        | 6-3, 2-6, 6-1       |
| Roma         | Rafael Nadal      | Novak Djokovic        | 7-6(2), 6-2         |
| Madrid       | Roger Federer     | Rafael Nadal          | 6-4, 6-4            |
| Montreal     | 'Andy Murray'     | Juan Martín del Potro | 6-7(4), 7-6(3), 6-1 |
| Cincinnati   | Roger Federer     | Novak Djokovic        | 6-1, 7-5            |
| Shanghái     | Nikolay Davydenko | Rafael Nadal          | 7-6(3), 6-3         |
| París        | Novak Djokovic    | Gaël Monfils          | 6-2, 5-7, 7-6(3)    |

### 2010
| Torneo       | Campeón         | Subcampeón        | Resultado           |
| ------------ | --------------- | ----------------- | ------------------- |
| Indian Wells | Ivan Ljubičić   | Andy Roddick      | 7-6(3), 7-6(5)      |
| Miami        | Andy Roddick    | Tomáš Berdych     | 7-5, 6-4            |
| Montecarlo   | Rafael Nadal    | Fernando Verdasco | 6-0, 6-1            |
| Roma         | Rafael Nadal    | David Ferrer      | 7-5, 6-2            |
| Madrid       | Rafael Nadal    | Roger Federer     | 6-4, 7-6(5)         |
| Toronto      | Andy Murray     | Roger Federer     | 7-5, 7-5            |
| Cincinnati   | Roger Federer   | Mardy Fish        | 6-7(5), 7-6(1), 6-4 |
| Shanghái     | Andy Murray     | Roger Federer     | 6-3, 6-2            |
| París        | Robin Soderling | Gaël Monfils      | 6-1, 7-6(1)         |

### 2011
| Torneo       | Campeón        | Subcampeón         | Resultado        |
| ------------ | -------------- | ------------------ | ---------------- |
| Indian Wells | Novak Djokovic | Rafael Nadal       | 4-6, 6-3, 6-2    |
| Miami        | Novak Djokovic | Rafael Nadal       | 4-6, 6-3, 7-6(4) |
| Montecarlo   | Rafael Nadal   | David Ferrer       | 6-4, 7-5         |
| Madrid       | Novak Djokovic | Rafael Nadal       | 7-5, 6-4         |
| Roma         | Novak Djokovic | Rafael Nadal       | 6-4, 6-4         |
| Montreal     | Novak Djokovic | Mardy Fish         | 6-2, 3-6, 6-4    |
| Cincinnati   | Andy Murray    | Novak Djokovic     | 6-4, 3-0, ret.   |
| Shanghái     | Andy Murray    | David Ferrer       | 7-5, 6-4         |
| París        | Roger Federer  | Jo-Wilfried Tsonga | 6-1, 7-6(3)      |

### 2012
| Torneo       | Campeón        | Subcampeón      | Resultado         |
| ------------ | -------------- | --------------- | ----------------- |
| Indian Wells | Roger Federer  | John Isner      | 7-6(7), 6-3       |
| Miami        | Novak Djokovic | Andy Murray     | 6-1, 7-6(4)       |
| Montecarlo   | Rafael Nadal   | Novak Djokovic  | 6-3, 6-1          |
| Madrid       | Roger Federer  | Tomáš Berdych   | 3-6, 7-5, 7-5     |
| Roma         | Rafael Nadal   | Novak Djokovic  | 7-5, 6-3          |
| Toronto      | Novak Djokovic | Richard Gasquet | 6-3, 6-2          |
| Cincinnati   | Roger Federer  | Novak Djokovic  | 6-0, 7-6(7)       |
| Shanghái     | Novak Djokovic | Andy Murray     | 5-7, 7-6(11), 6-3 |
| París        | David Ferrer   | Jerzy Janowicz  | 6-4, 6-3          |

### 2013
| Torneo       | Campeón        | Subcampeón            | Resultado        |
| ------------ | -------------- | --------------------- | ---------------- |
| Indian Wells | Rafael Nadal   | Juan Martín del Potro | 4-6, 6-3, 6-4    |
| Miami        | Andy Murray    | David Ferrer          | 2-6, 6-4, 7-6(1) |
| Montecarlo   | Novak Djokovic | Rafael Nadal          | 6-2, 7-6(1)      |
| Madrid       | Rafael Nadal   | Stanislas Wawrinka    | 6-2, 6-4         |
| Roma         | Rafael Nadal   | Roger Federer         | 6-1, 6-3         |
| Montreal     | Rafael Nadal   | Milos Raonic          | 6-2, 6-2         |
| Cincinnati   | Rafael Nadal   | John Isner            | 7-6(8), 7-6(3)   |
| Shanghái     | Novak Djokovic | Juan Martín del Potro | 6-1, 3-6, 7-6(3) |
| París        | Novak Djokovic | David Ferrer          | 7-5, 7-5         |

### 2014
| Torneo       | Campeón            | Subcampeón    | Resultado           |
| ------------ | ------------------ | ------------- | ------------------- |
| Indian Wells | Novak Djokovic     | Roger Federer | 3-6, 6-3, 7-6(3)    |
| Miami        | Novak Djokovic     | Rafael Nadal  | 6-3, 6-3            |
| Montecarlo   | Stanislas Wawrinka | Roger Federer | 4-6, 7-6(5), 6-2    |
| Madrid       | Rafael Nadal       | Kei Nishikori | 2-6, 6-4, 3-0, ret. |
| Roma         | Novak Djokovic     | Rafael Nadal  | 4-6, 6-3, 6-3       |
| Toronto      | Jo-Wilfried Tsonga | Roger Federer | 7-5, 7-6(3)         |
| Cincinnati   | Roger Federer      | David Ferrer  | 6-3, 1-6, 6-2       |
| Shanghái     | Roger Federer      | Gilles Simon  | 7-6(6), 7-6(2)      |
| París        | Novak Djokovic     | Milos Raonic  | 6-2, 6-3            |

### 2015
| Torneo       | Campeón        | Subcampeón         | Resultado        |
| ------------ | -------------- | ------------------ | ---------------- |
| Indian Wells | Novak Djokovic | Roger Federer      | 6-3, 6-7(5), 6-2 |
| Miami        | Novak Djokovic | Andy Murray        | 7-6(3), 4-6, 6-0 |
| Montecarlo   | Novak Djokovic | Tomáš Berdych      | 7-5, 4-6, 6-3    |
| Madrid       | Andy Murray    | Rafael Nadal       | 6-3, 6-2         |
| Roma         | Novak Djokovic | Roger Federer      | 6-4, 6-3         |
| Montreal     | Andy Murray    | Novak Djokovic     | 6-4, 4-6, 6-3    |
| Cincinnati   | Roger Federer  | Novak Djokovic     | 7-6, 6-3         |
| Shanghái     | Novak Djokovic | Jo-Wilfried Tsonga | 6-2, 6-4         |
| París        | Novak Djokovic | Andy Murray        | 6-2, 6-4         |

### 2016
| Torneo       | Campeón        | Subcampeón       | Resultado        |
| ------------ | -------------- | ---------------- | ---------------- |
| Indian Wells | Novak Djokovic | Milos Raonic     | 6-2, 6-0         |
| Miami        | Novak Djokovic | Kei Nishikori    | 6-3, 6-3         |
| Montecarlo   | Rafael Nadal   | Gaël Monfils     | 7-5, 5-7, 6-0    |
| Madrid       | Novak Djokovic | Andy Murray      | 6-2, 3-6, 6-3    |
| Roma         | Andy Murray    | Novak Djokovic   | 6-3, 6-3         |
| Toronto      | Novak Djokovic | Kei Nishikori    | 6-3, 7-5         |
| Cincinnati   | Marin Čilić    | Andy Murray      | 6-4, 7-5         |
| Shanghái     | Andy Murray    | Roberto Bautista | 7-6(1), 6-1      |
| París        | Andy Murray    | John Isner       | 6-3, 6-7(4), 6-4 |

### 2017
| Torneo       | Campeón          | Subcampeón         | Resultado     |
| ------------ | ---------------- | ------------------ | ------------- |
| Indian Wells | Roger Federer    | Stanislas Wawrinka | 6-4, 7-5      |
| Miami        | Roger Federer    | Rafael Nadal       | 6-3, 6-4      |
| Montecarlo   | Rafael Nadal     | Albert Ramos       | 6-1, 6-3      |
| Madrid       | Rafael Nadal     | Dominic Thiem      | 7-6(8), 6-4   |
| Roma         | Alexander Zverev | Novak Djokovic     | 6-4, 6-3      |
| Montreal     | Alexander Zverev | Roger Federer      | 6-3, 6-4      |
| Cincinnati   | Grigor Dimitrov  | Nick Kyrgios       | 6-3, 7-5      |
| Shanghái     | Roger Federer    | Rafael Nadal       | 6-4, 6-3      |
| París        | Jack Sock        | Filip Krajinović   | 5-7, 6-4, 6-1 |

### 2018
| Torneo       | Campeón               | Subcampeón         | Resultado           |
| ------------ | --------------------- | ------------------ | ------------------- |
| Indian Wells | Juan Martín del Potro | Roger Federer      | 6-4, 6-7(8), 7-6(2) |
| Miami        | John Isner            | Alexander Zverev   | 6-7(4), 6-4, 6-4    |
| Montecarlo   | Rafael Nadal          | Kei Nishikori      | 6-3, 6-2            |
| Madrid       | Alexander Zverev      | Dominic Thiem      | 6-4, 6-4            |
| Roma         | Rafael Nadal          | Alexander Zverev   | 6-1, 1-6, 6-3       |
| Toronto      | Rafael Nadal          | Stefanos Tsitsipas | 6-2, 7-6(4)         |
| Cincinnati   | Novak Djokovic        | Roger Federer      | 6-4, 6-4            |
| Shanghái     | Novak Djokovic        | Borna Ćorić        | 6-3, 6-4            |
| París        | Karén Jachánov        | Novak Djokovic     | 7-5, 6-4            |

### 2019
| Torneo       | Campeón         | Subcampeón         | Resultado     |
| ------------ | --------------- | ------------------ | ------------- |
| Indian Wells | Dominic Thiem   | Roger Federer      | 3-6, 6-3, 7-5 |
| Miami        | Roger Federer   | John Isner         | 6-1, 6-4      |
| Montecarlo   | Fabio Fognini   | Dušan Lajović      | 6-3, 6-4      |
| Madrid       | Novak Djokovic  | Stefanos Tsitsipas | 6-3, 6-4      |
| Roma         | Rafael Nadal    | Novak Djokovic     | 6-0, 4-6, 6-1 |
| Montreal     | Rafael Nadal    | Daniil Medvédev    | 6-3, 6-0      |
| Cincinnati   | Daniil Medvédev | David Goffin       | 7-6(3), 6-4   |
| Shanghái     | Daniil Medvédev | Alexander Zverev   | 6-4, 6-1      |
| París        | Novak Djokovic  | Denis Shapovalov   | 6-3, 6-4      |

### 2020
| Torneo       | Campeón                                  | Subcampeón                               | Resultado                                |
| Indian Wells | No disputado por la pandemia de COVID-19 | No disputado por la pandemia de COVID-19 | No disputado por la pandemia de COVID-19 |
| Miami        | No disputado por la pandemia de COVID-19 | No disputado por la pandemia de COVID-19 | No disputado por la pandemia de COVID-19 |
| Montecarlo   | No disputado por la pandemia de COVID-19 | No disputado por la pandemia de COVID-19 | No disputado por la pandemia de COVID-19 |
| Madrid       | No disputado por la pandemia de COVID-19 | No disputado por la pandemia de COVID-19 | No disputado por la pandemia de COVID-19 |
| Toronto      | No disputado por la pandemia de COVID-19 | No disputado por la pandemia de COVID-19 | No disputado por la pandemia de COVID-19 |
| ------------ | ---------------------------------------- | ---------------------------------------- | ---------------------------------------- |
| Cincinnati   | Novak Djokovic                           | Milos Raonic                             | 1-6, 6-3, 6-4                            |
| Roma         | Novak Djokovic                           | Diego Schwartzman                        | 7-5, 6-3                                 |
| Shanghái     | No disputado por la pandemia de COVID-19 | No disputado por la pandemia de COVID-19 | No disputado por la pandemia de COVID-19 |
| París        | Daniil Medvédev                          | Alexander Zverev                         | 5-7, 6-4, 6-1                            |

### 2021
| Torneo       | Campeón                                  | Subcampeón                               | Resultado                                |
| ------------ | ---------------------------------------- | ---------------------------------------- | ---------------------------------------- |
| Miami        | Hubert Hurkacz                           | Jannik Sinner                            | 7-6(4), 6-4                              |
| Montecarlo   | Stefanos Tsitsipas                       | Andrey Rublev                            | 6-3, 6-3                                 |
| Madrid       | Alexander Zverev                         | Matteo Berrettini                        | 6-7(8), 6-4, 6-3                         |
| Roma         | Rafael Nadal                             | Novak Djokovic                           | 7-5, 1-6, 6-3                            |
| Toronto      | Daniil Medvédev                          | Reilly Opelka                            | 6-4, 6-3                                 |
| Cincinnati   | Alexander Zverev                         | Andrey Rublev                            | 6-2, 6-3                                 |
| Indian Wells | Cameron Norrie                           | Nikoloz Basilashvili                     | 3-6, 6-4, 6-1                            |
| Shanghái     | No disputado por la pandemia de COVID-19 | No disputado por la pandemia de COVID-19 | No disputado por la pandemia de COVID-19 |
| París        | Novak Djokovic                           | Daniil Medvédev                          | 4-6, 6-3, 6-3                            |

### 2022
| Torneo       | Campeón                                  | Subcampeón                               | Resultado                                |
| ------------ | ---------------------------------------- | ---------------------------------------- | ---------------------------------------- |
| Indian Wells | Taylor Fritz                             | Rafael Nadal                             | 6-3, 7-6(5)                              |
| Miami        | Carlos Alcaraz                           | Casper Ruud                              | 7-5, 6-4                                 |
| Montecarlo   | Stefanos Tsitsipas                       | Alejandro Davidovich                     | 6-3, 7-6(3)                              |
| Madrid       | Carlos Alcaraz                           | Alexander Zverev                         | 6-3, 6-1                                 |
| Roma         | Novak Djokovic                           | Stefanos Tsitsipas                       | 6-0, 7-6(5)                              |
| Montreal     | Pablo Carreño                            | Hubert Hurkacz                           | 3-6, 6-3, 6-3                            |
| Cincinnati   | Borna Ćorić                              | Stefanos Tsitsipas                       | 7-6(0), 6-2                              |
| Shanghái     | No disputado por la pandemia de COVID-19 | No disputado por la pandemia de COVID-19 | No disputado por la pandemia de COVID-19 |
| París        | Holger Rune                              | Novak Djokovic                           | 3-6, 6-3, 7-5                            |

### 2023
| Torneo       | Campeón         | Subcampeón         | Resultado           |
| ------------ | --------------- | ------------------ | ------------------- |
| Indian Wells | Carlos Alcaraz  | Daniil Medvédev    | 6-3, 6-2            |
| Miami        | Daniil Medvédev | Jannik Sinner      | 7-5, 6-3            |
| Montecarlo   | Andrey Rublev   | Holger Rune        | 5-7, 6-2, 7-5       |
| Madrid       | Carlos Alcaraz  | Jan-Lennard Struff | 6-4, 3-6, 6-3       |
| Roma         | Daniil Medvédev | Holger Rune        | 7-5, 7-5            |
| Toronto      | Jannik Sinner   | Álex de Miñaur     | 6-4, 6-1            |
| Cincinnati   | Novak Djokovic  | Carlos Alcaraz     | 5-7, 7-6(7), 7-6(4) |
| Shanghái     | Hubert Hurkacz  | Andrey Rublev      | 6-3, 3-6, 7-6(8)    |
| París        | Novak Djokovic  | Grigor Dimitrov    | 6-4, 6-3            |

### 2024
| Torneo       | Campeón            | Subcampeón            | Resultado     |
| ------------ | ------------------ | --------------------- | ------------- |
| Indian Wells | Carlos Alcaraz     | Daniil Medvédev       | 7-6(5), 6-1   |
| Miami        | Jannik Sinner      | Grigor Dimitrov       | 6-3, 6-1      |
| Montecarlo   | Stefanos Tsitsipas | Casper Ruud           | 6-1, 6-4      |
| Madrid       | Andrey Rublev      | Félix Auger-Aliassime | 4-6, 7-5, 7-5 |
| Roma         | Alexander Zverev   | Nicolás Jarry         | 6-4, 7-5      |
| Montreal     | Alexei Popyrin     | Andrey Rublev         | 6-2, 6-4      |
| Cincinnati   | Jannik Sinner      | Frances Tiafoe        | 7-6(4), 6-2   |
| Shanghái     | Jannik Sinner      | Novak Djokovic        | 7-6(4), 6-3   |
| París        | Alexander Zverev   | Ugo Humbert           | 6-2, 6-2      |

### 2025
| Torneo       | Campeón        | Subcampeón      | Resultado           |
| ------------ | -------------- | --------------- | ------------------- |
| Indian Wells | Jack Draper    | Holger Rune     | 6-2, 6-2            |
| Miami        | Jakub Mensik   | Novak Djokovic  | 7-6(4), 7-6(4)      |
| Montecarlo   | Carlos Alcaraz | Lorenzo Musetti | 3-6, 6-1, 6-0       |
| Madrid       | Casper Ruud    | Jack Draper     | 7-5, 3-6, 6-4       |
| Roma         | Carlos Alcaraz | Jannik Sinner   | 7-6, 6-1            |
| Toronto      | Ben Shelton    | Karén Jachánov  | 6-7(5), 6-4, 7-6(3) |
| Cincinnati   | Carlos Alcaraz | Jannik Sinner   | 5-0, ret.           |
| Shanghái     | Bandera de ?   | Bandera de ?    |                     |
| París        | Bandera de ?   | Bandera de ?    |                     |

## Títulos por jugador
Hasta el momento, 84 tenistas han ganado algún Masters 1000 (desde 1990). Tan solo el serbio Novak Djokovic ha logrado reunir los nueve títulos, y lo ha hecho al menos dos veces cada uno. Rafael Nadal por su parte es el único tenista que ha sido capaz de ganar 10 veces o más un mismo Masters 1000, y también el único que ha ganado 10 veces o más 2 Masters 1000 diferentes; por su parte el suizo Roger Federer es junto a Nadal y Djokovic máximo ganador de 3 torneos distintos.
Destacado en color plata los tenistas que continúan en activo en la actualidad.
|       | Jugador             | Total        | Total        | Indian Wells | Indian Wells | Miami      | Miami      | Montecarlo | Montecarlo | Madrid* | Madrid* | Roma   | Roma   | Canadá     | Canadá     | Cincinnati | Cincinnati | Shanghai**  | Shanghai**  | París-Bercy | París-Bercy | Periodo        |
| T     | Jugador             | F            | T            | F            | T            | F          | T          | F          | T          | F       | T       | F      | T      | F          | T          | F          | T          | F           | T           | F           |             | Periodo        |
| 1     | Novak Djokovic      | 40           | 20           | 5            | 1            | 6          | 2          | 2          | 2          | 3       | 0       | 6      | 6      | 4          | 1          | 3          | 5          | 4           | 1           | 7           | 2           | 2007-2023 (17) |
| 2     | Rafael Nadal        | 36           | 17           | 3            | 2            | 0          | 5          | 11         | 1          | 5       | 3       | 10     | 2      | 5          | 0          | 1          | 0          | 1           | 2           | 0           | 1           | 2005-2021 (17) |
| 3     | Roger Federer       | 28           | 22           | 5            | 4            | 4          | 1          | 0          | 4          | 6       | 2       | 0      | 4      | 2          | 4          | 7          | 1          | 3           | 2           | 1           | 0           | 2002-2019 (18) |
| 4     | Andre Agassi        | 17           | 5            | 1            | 2            | 6          | 2          | 0          | 0          | 0       | 0       | 1      | 0      | 3          | 1          | 3          | 0          | 1           | 0           | 2           | 0           | 1990-2004 (15) |
| 5     | Andy Murray         | 14           | 7            | 0            | 1            | 2          | 2          | 0          | 0          | 1       | 1       | 1      | 0      | 3          | 0          | 2          | 1          | 4           | 1           | 1           | 1           | 2008-2016 (9)  |
| 6     | Pete Sampras        | 11           | 8            | 2            | 1            | 3          | 1          | 0          | 0          | 0       | 0       | 1      | 0      | 0          | 1          | 3          | 2          | 0           | 1           | 2           | 2           | 1992-2000 (9)  |
| 7     | Thomas Muster       | 8            | 3            | 0            | 0            | 1          | 1          | 3          | 1          | 0       | 0       | 3      | 0      | 0          | 0          | 0          | 1          | 1           | 0           | 0           | 0           | 1990-1997 (8)  |
| 8     | Carlos Alcaraz      | 8            | 1            | 2            | 0            | 1          | 0          | 1          | 0          | 2       | 0       | 1      | 0      | 0          | 0          | 1          | 1          | 0           | 0           | 0           | 0           | 2022-2025 (4)  |
| 9     | Alexander Zverev    | 7            | 5            | 0            | 0            | 0          | 1          | 0          | 0          | 2       | 1       | 2      | 1      | 1          | 0          | 1          | 0          | 0           | 1           | 1           | 1           | 2017-2024 (8)  |
| 10    | Michael Chang       | 7            | 2            | 3            | 0            | 1          | 0          | 0          | 0          | 0       | 0       | 0      | 0      | 1          | 0          | 2          | 2          | 0           | 0           | 0           | 0           | 1990-1997 (8)  |
| 11    | Daniil Medvedev     | 6            | 4            | 0            | 2            | 1          | 0          | 0          | 0          | 0       | 0       | 1      | 0      | 1          | 1          | 1          | 0          | 1           | 0           | 1           | 1           | 2019-2023 (5)  |
| 12    | Boris Becker        | 5            | 6            | 0            | 0            | 0          | 0          | 0          | 2          | 0       | 1       | 0      | 1      | 0          | 0          | 0          | 0          | 4           | 0           | 1           | 2           | 1990-1996 (7)  |
| 13    | Gustavo Kuerten     | 5            | 5            | 0            | 1            | 0          | 1          | 2          | 0          | 1       | 0       | 1      | 2      | 0          | 1          | 1          | 0          | 0           | 0           | 0           | 0           | 1999-2001 (3)  |
| 14    | Andy Roddick        | 5            | 4            | 0            | 1            | 2          | 0          | 0          | 0          | 0       | 0       | 0      | 0      | 1          | 2          | 2          | 1          | 0           | 0           | 0           | 0           | 2003-2010 (8)  |
| 15    | Marat Safin         | 5            | 3            | 0            | 0            | 0          | 0          | 0          | 0          | 0       | 2       | 0      | 0      | 1          | 0          | 0          | 0          | 1           | 0           | 3           | 1           | 2000-2004 (5)  |
| 16    | Marcelo Ríos        | 5            | 2            | 1            | 0            | 1          | 0          | 1          | 1          | 1       | 0       | 1      | 1      | 0          | 0          | 0          | 0          | 0           | 0           | 0           | 0           | 1997-1999 (3)  |
| 17    | Jim Courier         | 5            | 0            | 2            | 0            | 1          | 0          | 0          | 0          | 0       | 0       | 2      | 0      | 0          | 0          | 0          | 0          | 0           | 0           | 0           | 0           | 1991-1993 (3)  |
| 18    | Stefan Edberg       | 4            | 5            | 1            | 0            | 0          | 1          | 0          | 0          | 1       | 0       | 0      | 0      | 0          | 0          | 1          | 2          | 0           | 2           | 1           | 0           | 1990-1992 (3)  |
| 19    | Jannik Sinner       | 4            | 4            | 0            | 0            | 1          | 2          | 0          | 0          | 0       | 0       | 0      | 1      | 1          | 0          | 1          | 1          | 1           | 0           | 0           | 0           | 2023-2024 (2)  |
| 20    | Juan Carlos Ferrero | 4            | 2            | 0            | 0            | 0          | 0          | 2          | 0          | 0       | 0       | 1      | 0      | 0          | 0          | 0          | 1          | 1           | 1           | 0           | 0           | 2001-2003 (3)  |
| 21    | Andrei Medvedev     | 4            | 1            | 0            | 0            | 0          | 0          | 1          | 0          | 3       | 0       | 0      | 0      | 0          | 0          | 0          | 0          | 0           | 0           | 0           | 1           | 1994-1997 (4)  |
| 22    | Stefanos Tsitsipas  | 3            | 4            | 0            | 0            | 0          | 0          | 3          | 0          | 0       | 1       | 0      | 1      | 0          | 1          | 0          | 1          | 0           | 0           | 0           | 0           | 2021-2024 (4)  |
| 23    | Carlos Moyá         | 3            | 3            | 0            | 1            | 0          | 1          | 1          | 1          | 0       | 0       | 1      | 0      | 0          | 0          | 1          | 0          | 0           | 0           | 0           | 0           | 1998-2004 (7)  |
| 24    | Thomas Enqvist      | 3            | 1            | 0            | 1            | 0          | 0          | 0          | 0          | 0       | 0       | 0      | 0      | 0          | 0          | 1          | 0          | 1           | 0           | 1           | 0           | 1996-2000 (5)  |
| 25    | Nikolay Davydenko   | 3            | 0            | 0            | 0            | 1          | 0          | 0          | 0          | 0       | 0       | 0      | 0      | 0          | 0          | 0          | 0          | 1           | 0           | 1           | 0           | 2006-2009 (4)  |
| 26    | Goran Ivanišević    | 2            | 5            | 0            | 0            | 0          | 1          | 0          | 0          | 0       | 1       | 0      | 1      | 0          | 0          | 0          | 0          | 1           | 2           | 1           | 0           | 1992-1993 (2)  |
| 26    | Patrick Rafter      | 2            | 5            | 0            | 0            | 0          | 0          | 0          | 0          | 0       | 0       | 0      | 1      | 1          | 1          | 1          | 2          | 0           | 1           | 0           | 0           | 1998           |
| 26    | Lleyton Hewitt      | 2            | 5            | 2            | 1            | 0          | 0          | 0          | 0          | 0       | 0       | 0      | 0      | 0          | 0          | 0          | 2          | 0           | 1           | 0           | 1           | 2002-2003 (2)  |
| 26    | Guillermo Coria     | 2            | 5            | 0            | 0            | 0          | 1          | 1          | 2          | 1       | 1       | 0      | 1      | 0          | 0          | 0          | 0          | 0           | 0           | 0           | 0           | 2003-2004 (2)  |
| 30    | Andréi Chesnokov    | 2            | 4            | 0            | 1            | 0          | 0          | 1          | 0          | 0       | 2       | 0      | 1      | 1          | 0          | 0          | 0          | 0           | 0           | 0           | 0           | 1990-1991 (2)  |
| 30    | Richard Krajicek    | 2            | 4            | 0            | 0            | 1          | 0          | 0          | 0          | 0       | 0       | 0      | 1      | 0          | 1          | 0          | 0          | 1           | 2           | 0           | 0           | 1998-1999 (2)  |
| 30    | Àlex Corretja       | 2            | 4            | 1            | 0            | 0          | 0          | 0          | 1          | 0       | 2       | 1      | 1      | 0          | 0          | 0          | 0          | 0           | 0           | 0           | 0           | 1997-2000 (4)  |
| 30    | David Nalbandian    | 2            | 4            | 0            | 0            | 0          | 0          | 0          | 0          | 0       | 0       | 0      | 1      | 0          | 1          | 0          | 0          | 1           | 1           | 1           | 1           | 2007           |
| 30    | Andrey Rublev       | 2            | 4            | 0            | 0            | 0          | 0          | 1          | 1          | 1       | 0       | 0      | 0      | 0          | 1          | 0          | 1          | 0           | 1           | 0           | 0           | 2023-2024 (2)  |
| 35    | Guy Forget          | 2            | 3            | 0            | 0            | 0          | 1          | 0          | 0          | 0       | 0       | 0      | 0      | 0          | 0          | 1          | 0          | 0           | 1           | 1           | 1           | 1991           |
| 35    | Sergi Bruguera      | 2            | 3            | 0            | 0            | 0          | 1          | 2          | 1          | 0       | 0       | 0      | 1      | 0          | 0          | 0          | 0          | 0           | 0           | 0           | 0           | 1991-1993 (3)  |
| 37    | Jo-Wilfried Tsonga  | 2            | 2            | 0            | 0            | 0          | 0          | 0          | 0          | 0       | 0       | 0      | 0      | 1          | 0          | 0          | 0          | 0           | 1           | 1           | 1           | 2008-2014 (7)  |
| 38    | Michael Stich       | 2            | 1            | 0            | 0            | 0          | 0          | 0          | 0          | 1       | 1       | 0      | 0      | 0          | 0          | 0          | 0          | 1           | 0           | 0           | 0           | 1993           |
| 38    | Hubert Hurkacz      | 2            | 1            | 0            | 0            | 1          | 0          | 0          | 0          | 0       | 0       | 0      | 0      | 0          | 1          | 0          | 0          | 1           | 0           | 0           | 0           | 2021-2023 (3)  |
| 40    | Wayne Ferreira      | 2            | 0            | 0            | 0            | 0          | 0          | 0          | 0          | 0       | 0       | 0      | 0      | 1          | 0          | 0          | 0          | 1           | 0           | 0           | 0           | 1996-2000 (5)  |
| 41    | David Ferrer        | 1            | 6            | 0            | 0            | 0          | 1          | 0          | 1          | 0       | 0       | 0      | 1      | 0          | 0          | 0          | 1          | 0           | 1           | 1           | 1           | 2012           |
| 42    | John Isner          | 1            | 4            | 0            | 1            | 1          | 1          | 0          | 0          | 0       | 0       | 0      | 0      | 0          | 0          | 0          | 0          | 0           | 1           | 0           | 1           | 2018           |
| 43    | Tim Henman          | 1            | 3            | 0            | 2            | 0          | 0          | 0          | 0          | 0       | 0       | 0      | 0      | 0          | 0          | 0          | 1          | 0           | 0           | 1           | 0           | 2003           |
| 43    | Ivan Ljubičić       | 1            | 3            | 1            | 0            | 0          | 1          | 0          | 0          | 0       | 0       | 0      | 0      | 0          | 0          | 0          | 0          | 0           | 1           | 0           | 1           | 2010           |
| 43    | Tomáš Berdych       | 1            | 3            | 0            | 0            | 0          | 1          | 0          | 1          | 0       | 1       | 0      | 0      | 0          | 0          | 0          | 0          | 0           | 0           | 1           | 0           | 2005           |
| 43    | Stanislas Wawrinka  | 1            | 3            | 0            | 1            | 0          | 0          | 1          | 0          | 0       | 1       | 0      | 1      | 0          | 0          | 0          | 0          | 0           | 0           | 0           | 0           | 2014           |
| 43    | J.M. del Potro      | 1            | 3            | 1            | 1            | 0          | 0          | 0          | 0          | 0       | 0       | 0      | 0      | 0          | 1          | 0          | 0          | 0           | 1           | 0           | 0           | 2018           |
| 43    | Holger Rune         | 1            | 3            | 0            | 1            | 0          | 0          | 0          | 1          | 0       | 0       | 0      | 1      | 0          | 0          | 0          | 0          | 0           | 0           | 1           | 0           | 2022           |
| 49    | Petr Korda          | 1            | 2            | 0            | 1            | 0          | 0          | 0          | 0          | 0       | 0       | 0      | 0      | 0          | 1          | 0          | 0          | 1           | 0           | 0           | 0           | 1997           |
| 49    | Albert Costa        | 1            | 2            | 0            | 0            | 0          | 0          | 0          | 1          | 1       | 0       | 0      | 1      | 0          | 0          | 0          | 0          | 0           | 0           | 0           | 0           | 1998           |
| 49    | Cédric Pioline      | 1            | 2            | 0            | 0            | 0          | 0          | 1          | 2          | 0       | 0       | 0      | 0      | 0          | 0          | 0          | 0          | 0           | 0           | 0           | 0           | 2000           |
| 49    | Dominic Thiem       | 1            | 2            | 1            | 0            | 0          | 0          | 0          | 0          | 0       | 2       | 0      | 0      | 0          | 0          | 0          | 0          | 0           | 0           | 0           | 0           | 2019           |
| 49    | Grigor Dimitrov     | 1            | 2            | 0            | 0            | 0          | 1          | 0          | 0          | 0       | 0       | 0      | 0      | 0          | 0          | 1          | 0          | 0           | 0           | 0           | 1           | 2017           |
| 49    | Casper Ruud         | 1            | 2            | 0            | 0            | 0          | 1          | 0          | 1          | 1       | 0       | 0      | 0      | 0          | 0          | 0          | 0          | 0           | 0           | 0           | 0           | 2025           |
| 55    | Greg Rusedski       | 1            | 1            | 0            | 0            | 0          | 1          | 0          | 0          | 0       | 0       | 0      | 0      | 0          | 0          | 0          | 0          | 0           | 0           | 1           | 0           | 1998           |
| 55    | Mark Philippoussis  | 1            | 1            | 1            | 0            | 0          | 0          | 0          | 0          | 0       | 0       | 0      | 0      | 0          | 0          | 0          | 0          | 0           | 0           | 0           | 1           | 1999           |
| 55    | Sebastien Grosjean  | 1            | 1            | 0            | 0            | 0          | 1          | 0          | 0          | 0       | 0       | 0      | 0      | 0          | 0          | 0          | 0          | 0           | 0           | 1           | 0           | 2001           |
| 55    | Tommy Haas          | 1            | 1            | 0            | 0            | 0          | 0          | 0          | 0          | 0       | 0       | 0      | 1      | 0          | 0          | 0          | 0          | 1           | 0           | 0           | 0           | 2001           |
| 55    | Félix Mantilla      | 1            | 1            | 0            | 0            | 0          | 0          | 0          | 0          | 0       | 1       | 1      | 0      | 0          | 0          | 0          | 0          | 0           | 0           | 0           | 0           | 2003           |
| 55    | Andrei Pavel        | 1            | 1            | 0            | 0            | 0          | 0          | 0          | 0          | 0       | 0       | 0      | 0      | 1          | 0          | 0          | 0          | 0           | 0           | 0           | 1           | 2001           |
| 55    | Guillermo Cañas     | 1            | 1            | 0            | 0            | 0          | 1          | 0          | 0          | 0       | 0       | 0      | 0      | 1          | 0          | 0          | 0          | 0           | 0           | 0           | 0           | 2002           |
| 55    | Borna Ćorić         | 1            | 1            | 0            | 0            | 0          | 0          | 0          | 0          | 0       | 0       | 0      | 0      | 0          | 0          | 1          | 0          | 0           | 1           | 0           | 0           | 2022           |
| 55    | Jack Draper         | 1            | 1            | 1            | 0            | 0          | 0          | 0          | 0          | 0       | 1       | 0      | 0      | 0          | 0          | 0          | 0          | 0           | 0           | 0           | 0           | 2025           |
| 55    | Karén Jachánov      | 1            | 1            | 0            | 0            | 0          | 0          | 0          | 0          | 0       | 0       | 0      | 0      | 0          | 1          | 0          | 0          | 0           | 0           | 1           | 0           | 2018           |
| 65    | Juan Aguilera       | 1            | 0            | 0            | 0            | 0          | 0          | 0          | 0          | 1       | 0       | 0      | 0      | 0          | 0          | 0          | 0          | 0           | 0           | 0           | 0           | 1990           |
| 65    | Karel Nováček       | 1            | 0            | 0            | 0            | 0          | 0          | 0          | 0          | 1       | 0       | 0      | 0      | 0          | 0          | 0          | 0          | 0           | 0           | 0           | 0           | 1991           |
| 65    | Emilio S. Vicario   | 1            | 0            | 0            | 0            | 0          | 0          | 0          | 0          | 0       | 0       | 1      | 0      | 0          | 0          | 0          | 0          | 0           | 0           | 0           | 0           | 1991           |
| 65    | Mikael Pernfors     | 1            | 0            | 0            | 0            | 0          | 0          | 0          | 0          | 0       | 0       | 0      | 0      | 1          | 0          | 0          | 0          | 0           | 0           | 0           | 0           | 1993           |
| 65    | Roberto Carretero   | 1            | 0            | 0            | 0            | 0          | 0          | 0          | 0          | 1       | 0       | 0      | 0      | 0          | 0          | 0          | 0          | 0           | 0           | 0           | 0           | 1996           |
| 65    | Chris Woodruff      | 1            | 0            | 0            | 0            | 0          | 0          | 0          | 0          | 0       | 0       | 0      | 0      | 1          | 0          | 0          | 0          | 0           | 0           | 0           | 0           | 1997           |
| 65    | Thomas Johansson    | 1            | 0            | 0            | 0            | 0          | 0          | 0          | 0          | 0       | 0       | 0      | 0      | 1          | 0          | 0          | 0          | 0           | 0           | 0           | 0           | 1999           |
| 65    | Magnus Norman       | 1            | 0            | 0            | 0            | 0          | 0          | 0          | 0          | 0       | 0       | 1      | 0      | 0          | 0          | 0          | 0          | 0           | 0           | 0           | 0           | 2000           |
| 65    | Albert Portas       | 1            | 0            | 0            | 0            | 0          | 0          | 0          | 0          | 1       | 0       | 0      | 0      | 0          | 0          | 0          | 0          | 0           | 0           | 0           | 0           | 2001           |
| 65    | Tommy Robredo       | 1            | 0            | 0            | 0            | 0          | 0          | 0          | 0          | 1       | 0       | 0      | 0      | 0          | 0          | 0          | 0          | 0           | 0           | 0           | 0           | 2006           |
| 65    | Robin Söderling     | 1            | 0            | 0            | 0            | 0          | 0          | 0          | 0          | 0       | 0       | 0      | 0      | 0          | 0          | 0          | 0          | 0           | 0           | 1           | 0           | 2010           |
| 65    | Marin Čilić         | 1            | 0            | 0            | 0            | 0          | 0          | 0          | 0          | 0       | 0       | 0      | 0      | 0          | 0          | 1          | 0          | 0           | 0           | 0           | 0           | 2016           |
| 65    | Jack Sock           | 1            | 0            | 0            | 0            | 0          | 0          | 0          | 0          | 0       | 0       | 0      | 0      | 0          | 0          | 0          | 0          | 0           | 0           | 1           | 0           | 2017           |
| 65    | Fabio Fognini       | 1            | 0            | 0            | 0            | 0          | 0          | 1          | 0          | 0       | 0       | 0      | 0      | 0          | 0          | 0          | 0          | 0           | 0           | 0           | 0           | 2019           |
| 65    | Cameron Norrie      | 1            | 0            | 1            | 0            | 0          | 0          | 0          | 0          | 0       | 0       | 0      | 0      | 0          | 0          | 0          | 0          | 0           | 0           | 0           | 0           | 2021           |
| 65    | Taylor Fritz        | 1            | 0            | 1            | 0            | 0          | 0          | 0          | 0          | 0       | 0       | 0      | 0      | 0          | 0          | 0          | 0          | 0           | 0           | 0           | 0           | 2022           |
| 65    | Pablo Carreño       | 1            | 0            | 0            | 0            | 0          | 0          | 0          | 0          | 0       | 0       | 0      | 0      | 1          | 0          | 0          | 0          | 0           | 0           | 0           | 0           | 2022           |
| 65    | Alexei Popyrin      | 1            | 0            | 0            | 0            | 0          | 0          | 0          | 0          | 0       | 0       | 0      | 0      | 1          | 0          | 0          | 0          | 0           | 0           | 0           | 0           | 2024           |
| 65    | Jakub Mensik        | 1            | 0            | 0            | 0            | 1          | 0          | 0          | 0          | 0       | 0       | 0      | 0      | 0          | 0          | 0          | 0          | 0           | 0           | 0           | 0           | 2025           |
| 65    | Ben Shelton         | 1            | 0            | 0            | 0            | 0          | 0          | 0          | 0          | 0       | 0       | 0      | 0      | 1          | 0          | 0          | 0          | 0           | 0           | 0           | 0           | 2025           |
|       | Jugador             | T            | F            | T            | F            | T          | F          | T          | F          | T       | F       | T      | F      | T          | F          | T          | F          | T           | F           | T           | F           | Periodo        |
| Total | Total               | Indian Wells | Indian Wells | Miami        | Miami        | Montecarlo | Montecarlo | Madrid*    | Madrid*    | Roma    | Roma    | Canadá | Canadá | Cincinnati | Cincinnati | Shanghai** | Shanghai** | París-Bercy | París-Bercy |             |             | Periodo        |

*Se contabilizan también los títulos ganados en Hamburgo (en tierra batida), cuyo lugar ocupa ahora Madrid.
**Se contabilizan también los títulos ganados en Estocolmo, Essen, Stuttgart y Madrid (en pista dura), cuyo lugar ocupa ahora Shanghái.
Notas:
- El apartado Periodo indica el periodo de años en el que se ganaron los títulos.

## Títulos por país
|    | País            | Total | Indian Wells | Miami | Montecarlo | Madrid* | Roma | Canadá | Cincinnati | Shanghai** | París-Bercy | Tenistas |
| 1  | España          | 64    | 6            | 1     | 17         | 12      | 16   | 6      | 3          | 2          | 1           | 15       |
| 2  | Estados Unidos  | 50    | 9            | 14    | 0          | 0       | 4    | 7      | 10         | 1          | 5           | 10       |
| 3  | Serbia          | 40    | 5            | 6     | 2          | 3       | 6    | 4      | 3          | 4          | 7           | 1        |
| 4  | Suiza           | 29    | 5            | 4     | 1          | 6       | 0    | 2      | 7          | 3          | 1           | 2        |
| 5  | Rusia           | 19    | 0            | 2     | 2          | 1       | 1    | 3      | 1          | 3          | 6           | 6        |
| 6  | Reino Unido     | 18    | 2            | 2     | 0          | 2       | 1    | 3      | 2          | 3          | 3           | 5        |
| 7  | Alemania        | 15    | 0            | 0     | 0          | 3       | 2    | 1      | 1          | 6          | 2           | 4        |
| 8  | Suecia          | 11    | 1            | 0     | 0          | 1       | 1    | 2      | 2          | 1          | 3           | 6        |
| 9  | Austria         | 9     | 1            | 1     | 3          | 0       | 3    | 0      | 0          | 1          | 0           | 2        |
| 10 | Argentina       | 6     | 1            | 0     | 1          | 1       | 0    | 1      | 0          | 1          | 1           | 4        |
| 10 | Francia         | 6     | 0            | 0     | 1          | 0       | 0    | 1      | 1          | 0          | 3           | 4        |
| 12 | Brasil          | 5     | 0            | 0     | 2          | 1       | 1    | 0      | 1          | 0          | 0           | 1        |
| 12 | Australia       | 5     | 3            | 0     | 0          | 0       | 0    | 1      | 1          | 0          | 0           | 3        |
| 12 | Chile           | 5     | 1            | 1     | 1          | 1       | 1    | 0      | 0          | 0          | 0           | 1        |
| 12 | Croacia         | 5     | 1            | 0     | 0          | 0       | 0    | 0      | 2          | 1          | 1           | 4        |
| 12 | Italia          | 5     | 0            | 1     | 1          | 0       | 0    | 1      | 1          | 1          | 0           | 2        |
| 17 | Ucrania         | 4     | 0            | 0     | 1          | 3       | 0    | 0      | 0          | 0          | 0           | 1        |
| 17 | República Checa | 4     | 0            | 1     | 0          | 1       | 0    | 0      | 0          | 1          | 1           | 4        |
| 19 | Grecia          | 3     | 0            | 0     | 3          | 0       | 0    | 0      | 0          | 0          | 0           | 1        |
| 20 | Países Bajos    | 2     | 0            | 1     | 0          | 0       | 0    | 0      | 0          | 1          | 0           | 1        |
| 20 | Sudáfrica       | 2     | 0            | 0     | 0          | 0       | 0    | 1      | 0          | 1          | 0           | 1        |
| 20 | Polonia         | 2     | 0            | 1     | 0          | 0       | 0    | 0      | 0          | 1          | 0           | 1        |
| 23 | Rumanía         | 1     | 0            | 0     | 0          | 0       | 0    | 1      | 0          | 0          | 0           | 1        |
| 23 | Bulgaria        | 1     | 0            | 0     | 0          | 0       | 0    | 0      | 1          | 0          | 0           | 1        |
| 23 | Dinamarca       | 1     | 0            | 0     | 0          | 0       | 0    | 0      | 0          | 0          | 1           | 1        |
| 23 | Noruega         | 1     | 0            | 0     | 0          | 1       | 0    | 0      | 0          | 0          | 0           | 1        |
|    | País            | Total | Indian Wells | Miami | Montecarlo | Madrid* | Roma | Canadá | Cincinnati | Shanghai** | París-Bercy | Tenistas |

*Se contabilizan también los títulos ganados en Hamburgo (en tierra batida), cuyo lugar ocupa ahora Madrid.
**Se contabilizan también los títulos ganados en Estocolmo, Essen, Stuttgart y Madrid (en pista dura), cuyo lugar ocupa ahora Shanghái.

## Récords
| Más títulos Masters 1000 ganados:                                                                                    | 40: Novak Djokovic |
| Ganador del "Career Golden Masters" (los 9 Masters 1000 en activo):                                                  | Novak Djokovic (2018) |
| Ganadores del doblete "Indian Wells - Miami":                                                                        | Jim Courier (1991) Michael Chang (1992) Pete Sampras (1994) Marcelo Ríos (1998) Andre Agassi (2001) Roger Federer (2005, 2006, 2017) Novak Djokovic (2011, 2014, 2015, 2016) |
| Ganadores del doblete "Canadá - Cincinnati":                                                                         | Andre Agassi (1995) Patrick Rafter (1998) Andy Roddick (2003) Rafael Nadal (2013) |
| Ganadores del Doblete "Madrid - París"/ "Shanghái - París":                                                          | Marat Safin (2004) David Nalbandian (2007) Novak Djokovic (2013, 2015) Andy Murray (2016) |
| Mayor número de dobletes ganados:                                                                                    | 6: Novak Djokovic (Indian Wells - Miami '11, 14, 15, 16; Shanghái - París '13, '15) |
| Mayor número de dobletes ganados consecutivos":                                                                      | 3: Novak Djokovic (Indian Wells - Miami 2014, 2015, 2016) |
| Ganadores del triplete "Montecarlo - Madrid - Roma":                                                                 | Rafael Nadal (2010) |
| Ganador de los 6 Masters 1000 en superficie dura outdoor/indoor o moqueta:                                           | Andre Agassi (Indian Wells '01, Miami '90 '95 '96 '01 '02 '03, Canadá '92 '94 '95, Cincinnati '95 '96 '04, Madrid '02, París '94 '99) Roger Federer (Indian Wells '04 '05 '06 '12 17, Miami '05 '06,17 Canadá '04 '06, Cincinnati '05 '07 '09 '10 '12 '14 '15, Madrid '06/ Shanghái '14 '17, París '11) Novak Djokovic (Indian Wells '08 '11 '14 '15 '16, Miami '07 '11 '12 '14 '15 '16, Canadá '07 '11 '12 '16, Cincinnati '18 '20 , Shanghái '12 '13 '15 '18, París '09 '13 '14 '15 '19 '21) |
| Ganadores de los 3 Masters 1000 disputados sobre tierra batida:                                                      | Marcelo Ríos (Montecarlo '97, Roma '98, Hamburgo '99) Gustavo Kuerten (Montecarlo '99 '01, Roma '99, Hamburgo '00) Rafael Nadal (Montecarlo '05 '06 '07 '08 '09 '10 '11 '12 '16 '17, Roma '05 '06 '07 '09 '10 '12 '13, Hamburgo/Madrid '08 '10 '13 '14 '16 '17) Novak Djokovic (Montecarlo '13 '15, Roma '08 '11 '14 '15 '20, Madrid '11 '16 '19) Carlos Alcaraz (Madrid '22 '23, Montecarlo '25, Roma '25) |
| Ganadores de los 2 Masters 1000 disputados sobre moqueta indoor:(*)                                                  | Boris Becker (Estocolmo '90 '91 '94, París '92, Stuttgart Indoor '96) Goran Ivanisevic (Estocolmo '92, París '93) Thomas Enqvist (París '96, Stuttgart Indoor '99) |
| Ganadores de Masters 1000 en tres superficies distintas (dura outdoor/indoor, tierra batida outdoor, moqueta indoor) | Andre Agassi Pete Sampras Stefan Edberg Thomas Muster |
| Más títulos Masters 1000 ganados sobre dura:                                                                         | 27: Novak Djokovic (Indian Wells '08 '11 '14 '15 '16, Miami '07 '11 '12 '14 '15 '16, Canadá '07 '11 '12 '16, Cincinnati '18 '20 , Shanghái '12 '13 '15 '18 y París '09 '13 '14 '15 '19 '21) |
| Más títulos Masters 1000 ganados sobre tierra batida:                                                                | 26: Rafael Nadal (Montecarlo '05 '06 '07 '08 '09 '10 '11 '12 '17, '18, Roma '05 '06 '07 '09 '10 '12 '13 '18 '19 '21 Hamburgo '08, Madrid '10 '13 '14 '17) |
| Más títulos masters 1000 ganados sobre moqueta:                                                                      | 5: Boris Becker (Estocolmo '90 '91 '94, París '92, Stuttgart Indoor '96) |
| Más títulos en un masters 1000:                                                                                      | 11: Rafael Nadal (Montecarlo '05 '06 '07 '08 '09 '10 '11 '12 '16 '17 '18) |
| Más títulos consecutivos en un Masters 1000:                                                                         | 8: Rafael Nadal (Montecarlo '05 '06 '07 '08 '09 '10 '11 '12) |
| Más Masters 1000 ganados en una misma temporada:                                                                     | 6: Novak Djokovic (2015) |
| Más temporadas consecutivas ganando un Masters 1000 o más:                                                           | 10: Rafael Nadal '05 '06 '07 '08 '09 '10 '11 '12 '13 '14 |
| Más temporadas consecutivas ganando 2 Masters 1000 o más:                                                            | 6: Rafael Nadal '05 '06 '07 '08 '09 '10 6: Novak Djokovic '11 '12 '13 '14 '15 '16 |
| Más temporadas consecutivas ganando 3 Masters 1000 o más:                                                            | 6: Novak Djokovic '11 '12 '13 '14 '15 '16 |
| Más temporadas consecutivas ganando 4 Masters 1000 o más:                                                            | 3: Novak Djokovic '14 '15 '16 |
| Más temporadas ganando un Masters 1000 o más:                                                                        | 15: Rafael Nadal '05 '06 '07 '08 '09 '10 '11 '12 '13 '14 '16 '17 '18 '19 '21 |
| Más temporadas ganando 2 Masters 1000 o más:                                                                         | 10: Rafael Nadal '05 '06 '07 '08 '09 '10 '12 '13 '17 '18 10: Novak Djokovic '07 '08 '11 '12 '13 '14 '15 '16 '18 '19 |
| Más temporadas ganando 3 Masters 1000 o más:                                                                         | 7: Rafael Nadal '05 '07 '08 '09 '10 '13 '18 |
| Más temporadas ganando 4 Masters 1000 o más:                                                                         | 4: Novak Djokovic '11 '14 '15 '16 |
| Más temporadas ganando 5 Masters 1000 o más:                                                                         | 2: Novak Djokovic '11 '15 |
| Más temporadas consecutivas ganando un Masters 1000 o más en dura y moqueta:                                         | 6: Novak Djokovic '11 '12 '13 '14 '15 '16 |
| Más temporadas consecutivas ganando 2 Masters 1000 o más en dura y moqueta:                                          | 6: Novak Djokovic '11 '12 '13 '14 '15 '16 |
| Más temporadas consecutivas ganando 3 Masters 1000 o más en dura y moqueta:                                          | 2: Roger Federer '05 '06 2: Novak Djokovic '11 '12 |
| Más temporadas consecutivas ganando un Masters 1000 o más en tierra batida:                                          | 10: Rafael Nadal '05 '06 '07 '08 '09 '10 '11 '12 '13 '14 |
| Más temporadas consecutivas ganando 2 Masters 1000 o más en tierra batida:                                           | 6: Rafael Nadal '05 '06 '07 '08 '09 '10 |
| Más joven en ganar el 1.º Masters 1000:                                                                              | Michael Chang (Canadá '90) 18 Años y 5 Meses |
| Más joven en ganar el 2.º Masters 1000:                                                                              | Rafael Nadal (Roma '05) 18 Años y 11 Meses |
| Más Joven en ganar el 5.º Masters 1000:                                                                              | Rafael Nadal (Montecarlo '06) 19 Años y 10 Meses |
| Más Joven en ganar el 10.º Masters 1000:                                                                             | Rafael Nadal (Montecarlo '08) 21 Años y 10 Meses |
| Más Joven en ganar el 15.º Masters 1000:                                                                             | Rafael Nadal (Roma '09) 22 Años y 11 Meses |
| Más Joven en ganar el 20.º Masters 1000:                                                                             | Rafael Nadal (Montecarlo '12) 25 Años y 10 Meses |
| Más Joven en ganar el 25.º Masters 1000:                                                                             | Rafael Nadal (Canadá '13) 27 Años y 2 Meses |
| Más Joven en ganar el 30.º Masters 1000:                                                                             | Novak Djokovic (Canadá '16) 29 Años y 2 Meses |
| Más Joven en ganar el 35.º Masters 1000:                                                                             | Rafael Nadal (Canadá '19) 33 Años y 2 Meses |
| Más Joven en ganar el 40.º Masters 1000:                                                                             | Novak Djokovic (París '23) 36 Años y 5 Meses |
| Mayor margen de años en ganar el primer y último Masters 1000:                                                       | 17: Roger Federer (2002-2019) |
| Mayor número de Masters 1000 consecutivos ganados:                                                                   | 5 (2): Novak Djokovic (Indian Wells '11, Miami '11, Madrid '11, Roma '11, Canadá '11) (París '14, Indian Wells '15, Miami '15, Montecarlo '15, Roma '15) |
| Más finales disputadas en una misma temporada:                                                                       | 8: Novak Djokovic (Indian Wells '15, Miami '15, Montecarlo '15, Roma '15, Canadá '15, Cincinnati '15, Shanghái '15 y París '15) |
| Más finales disputadas:                                                                                              | 60: Novak Djokovic Indian Wells, Miami y Canadá '07 Indian Wells, Roma y Cincinnati '08 Miami, Montecarlo, Roma, Cincinnati y París '09 Indian Wells, Miami, Madrid, Roma, Canadá y Cincinnati '11 Miami, Montecarlo, Roma, Canadá, Cincinnati y Shanghái '12 Montecarlo, Shanghái y París '13 Indian Wells, Miami, Roma y París '14 Indian Wells, Miami, Montecarlo, Roma, Canadá, Cincinnati, Shanghái y París '15 Indian Wells, Miami, Madrid, Roma y Canadá '16 Roma '17 Cincinnati, Shanghái y París '18 Madrid, Roma y París '19 Cincinnati y Roma '20 Roma y París '21 Roma y París '22 Cincinnati y París '23 Shanghái '24 Miami '25 |
| Más campeones diferentes en un mismo año:                                                                            | 8: (1992, 1993, 1997, 1999, 2000, 2003) |
| Menos campeones diferentes en un mismo año con 9 Masters:                                                            | 3: (2005, 2013, 2015) |

*El Masters 1000 de Madrid dejó de jugarse sobre moqueta para pasar a superficie dura en el año 2002. También pasó de moqueta a dura el Masters 1000 de París en 2007.

## Transmisión internacional

### América / España
- Latinoamérica (excepto Brasil): ESPN Latam
- Argentina: TyC Sports (Resúmenes en los noticieros y programas de análisis)
- España: Movistar+ (Calendario completo)
- Paraguay: Tigo Sports (Resúmenes en los noticieros y programas de análisis)
- Uruguay: VTV (Resúmenes en VTV Noticias)